# 胡奮
胡 奮（こ ふん、? - 太康9年（288年）2月）は、中国三国時代末期から西晋にかけての武人。魏・西晋に仕えた。字は玄威。雍州安定郡臨涇県の人。父は胡遵。兄に胡広。弟に胡烈・胡岐。子は男子・女子（胡芳）1人。

## 生涯
性格は明朗で、知略に優れ、若年から武事を好んだ。景初2年（238年）、公孫淵の討伐に従軍。下働きの身で司馬懿に侍従して厚遇され、遠征が終わると校尉に任じられた。
甘露3年（258年）2月、大将軍司馬（司馬師の属官）の官にあり、寿春で反乱した諸葛誕の包囲に参加。進退窮まった諸葛誕が出撃すると、迎撃してこれを斬った。
晋の時代に当たる泰始7年（271年）、匈奴の劉猛が反乱すると、胡奮は監軍・仮節に任じられ、討伐軍の後詰めとして硜北に駐屯した。
泰始9年（273年）、娘の胡芳が、司馬炎（武帝）の貴嬪（最高階の妃嬪）となった。胡奮はこれを喜ばず、また一人息子が早逝していたこともあり、「男子は九地の下に入り、女子は九天の上に上ってしまった」と嘆いた。
咸寧2年（276年）2月、并州の蛮族が砦を侵犯したが、監并州諸軍事の官にあった胡奮がこれを防いだ。咸寧3年（277年）9月には都督江北諸軍事となった。
咸寧5年（279年）11月、晋は大軍を挙げて呉の征伐を開始。平南将軍の官にあった胡奮は夏口への進軍を命じられた。太康元年（280年）2月には江安を攻略し、同年の呉降伏に貢献した。
代々武門の家柄にあったが、長じてからは学問も好むようになり、文才も備えた。各任地で功績を立て、辺境にあっては特に威厳と恩恵を広めた。娘が後宮に入ったこともあり司馬炎の厚遇を受け、位は尚書僕射・鎮軍大将軍・開府儀同三司にまで昇ったが、その後ろ盾を頼みとすることはなかった。楊皇后の父の楊駿が傲慢に振る舞うと、毅然とした態度でそれを咎めた。
太康9年（288年）に死去。車騎将軍を追贈され、壮侯と諡された。